# بویرات الحسون
بویرات الحسون (به عربی: بویرات الحسون) یک روستا در لیبی است که در استان سرت واقع شده‌است.